# Tweede Kamerverkiezingen 1986/Kandidatenlijst/GPV
Dit is de kandidatenlijst voor de Tweede Kamerverkiezingen 1986 van het GPV. De partij had een lijstverbinding met de SGP en de RPF.

## Landelijke kandidaten
- vet: verkozen
- schuin: voorkeurdrempel overschreden

1. Gert Schutte - 86.185 stemmen
2. Eimert van Middelkoop - 453
3. Hans Blokland - 133
4. Martin van Haeften - 84
5. Janco Cnossen - 50
6. S. de Vries - 124
7. Mieke Wilcke-van der Linden - 343
8. Remmelt de Boer - 37
9. Jurn de Vries - 47
10. Bert Groen - 41
11. K. Dikkema - 15
12. W. Haitsma - 31
13. Kars Veling - 39
14. P. Jonkman - 16
15. M. Hendriks-Stoorvogel - 63
16. Aaike Kamsteeg - 53
17. D. Smilde - 19
18. J.M. Nieboer-Buitinga - 63
19. I.W. Liebeek-Hoving - 13
20. Aad Kamsteeg - 16
21. W. Boersema - 47
22. Joop Alssema - 18
23. Leo Bezemer - 15
24. L. Feijen - 18
25. Th. van den Belt - 17

## Regionale kandidaten
De plaatsen 26 t/m 30 op de lijst waren per kieskring of stel kieskringen verschillend ingevuld.

### 's-Hertogenbosch, Tilburg, Maastricht
1. F.A.J.Th. Kalberg - 0[1]
2. Jac. van der Kolk - 0
3. A. Vreugdenhil - 1
4. L.H. Olde - 1
5. H.J. Meijerink - 19

### Arnhem, Nijmegen
1. F. van Pijkeren - 0
2. G.E.P. ter Horst - 0
3. H. Timmermans - 2
4. J.H. Veenstra - 2
5. A.S. de Roode-Broekema - 7

### Rotterdam
1. D.J. Klamer - 13[1]
2. Joh. van Harten - 1[1]
3. M. de Kievit - 0[1]
4. K.J. Saurwalt - 0[1]
5. Theo Haasdijk - 4

### 's-Gravenhage
1. D.J. Klamer - 1[1]
2. Joh. van Harten - 2[1]
3. M. de Kievit - 0[1]
4. K.J. Saurwalt - 0[1]
5. W. Schoneveld - 2

### Leiden
1. W.H.K. Dijksterhuis - 2[1]
2. F.A.J.Th. Kalberg - 0[1]
3. C. Catsburg - 10
4. S. Langerveld - 4
5. B.J. van der Linde - 5

### Dordrecht
1. G.W. van Veelen - 7
2. W. van der Velden - 10
3. D. Klapwijk - 0
4. C. van der Boom - 13
5. G. Nederveen - 12

### Amsterdam
1. Jan Bezemer - 3
2. L. Jordaan - 0
3. G.J. Harmsen - 0
4. L. Hordijk - 0
5. P. van Veelen - 1

### Den Helder
1. A. Liebeek - 2
2. J. Veenstra - 8
3. Joke Parre-Hartog - 1
4. J.M.A. Boerma-Buurman - 3
5. D. Scheepstra - 2

### Haarlem
1. L. de Jong - 4
2. P. Nijkamp-van Doornik - 10
3. C.M. Waalewijn-van Gent - 2
4. W. de Putter - 5
5. W.M. Burggraaff - 7

### Middelburg
1. F. Suurmond - 5
2. A.J. Joosse - 5
3. F.K. Hamelink - 10
4. P. Roose - 5
5. P. van der Meide - 1

### Utrecht
1. W.H.K. Dijksterhuis - 2[1]
2. O. van Biessum - 10
3. A. Joh. Kisjes - 20
4. J. Bos - 22
5. E.N. Bouwman - 2

### Leeuwarden
1. Jan Geersing - 8
2. P. Boersma - 1
3. A. Tiekstra - 0
4. J. Lawerman - 8
5. G. van der Wal - 10

### Zwolle
1. A. van Herwijnen - 11
2. B. Siepel - 1
3. G.J. te Rietstap - 8
4. G.H. de Leeuw - 2
5. H. Petter - 26

### Groningen
1. H. van der Velde - 3
2. N. Tromp - 10
3. Harm Janssen - 2
4. S.J.Th. Homan - 4
5. Joh. Kooistra - 5

### Assen
1. T. Schuurman - 2
2. Jan Lagendijk - 1
3. L.C. Scholtus - 5
4. Aad van Hoffen - 3
5. D. Harthoorn - 6

### Lelystad
1. G. van den Berg - 0
2. M. Geersing - 6
3. D. Koole - 8
4. W. Hoekstra - 63
5. H.R. Schaafsma - 0

PvdA · CDA · VVD · D66 · PSP · SGP · CPN · PPR · RPF · GPV · EVP · AR'85 · Centrumdemocraten · Federatieve Groenen · VCN · Centrumpartij · PGI · SP · Partij voor Ambtenaren en Trendvolgers · Lijst 19 (kieskring 9) · God Met Ons · Partij voor de Middengroepen · Loesje · Humanistische Partij · SAP · Partij Algemeen Belang · Lijst 27
1952 · 1956 · 1959 · 1963 · 1967 · 1971 · 1972 · 1977 · 1981 · 1982 · 1986 · 1989 · 1994 · 1998